# 三浦崇宏
三浦 崇宏（みうら たかひろ、1983年9月16日 - ）は、東京都渋谷区出身のPRプランナー、株式会社GO代表・クリエイティブディレクター、作家。

## 来歴
東京都渋谷区生まれ。暁星幼稚園、暁星小学校、暁星中学校・高等学校を経て、早稲田大学第一文学部卒業。
2007年（平成19年）博報堂入社。2011年（平成28年）TBWA\HAKUHODOに出向。マーケティング、PR、クリエイティブ部門を歴任。「土のフルコース」（プロトリーフ）や、「みんなのしおり」（講談社）などを手がけた。「土のフルコース」は、園芸用の土を扱う株式会社プロトリーフが、大震災後、自社の土の安全性をアピールするために実施したもの。
「やっちゃえNISSAN」（日産自動車）などの広告やキャンペーンを手掛けた。2017年（平成29年）1月に、電通出身の福本龍馬とともに株式会社GO（通称The Breakthrough Company GO）設立、代表となった。2020年（令和2年）4月、ベンチャーキャピタル「GO FUND」設立。

## 受賞歴
個人としてではなく、博報堂やTBWA\HAKUHODOなどの名義での受賞も含む。
- 『日本広告業協会 第40回懸賞論文』金賞（2010年） - 課題「広告の使命」に対し、「『グッドニュース』と『グッドリレーション』～世界をより良くするための広告の２つの機能～」で受賞[6]。
- 『カンヌライオンズクリエイティビティフェスティバル』サイバー部門 ブロンズ（2012年） - 講談社「みんなのしおり」で受賞[7]。
- 『アドフェスト（アジア太平洋広告祭）』ロータスルーツ部門（2012年） - 日産セレナ「宇宙たんざく」で受賞[7]。
- 『カンヌライオンズクリエイティビティフェスティバル』PR部門 ブロンズ（2013年） - プロトリーフ「土のレストラン」で受賞[7]。
- 『日本PR協会 PRアウォード』グランプリ（2013年） - プロトリーフ「土のレストラン」で受賞[7]。
- 『日本PR協会マーケティングPR』優秀賞（2013年） - 日産ソーシャルメディアプロジェクトで受賞[7]。
- 『Campaign Asia Pacific Achiever of the Year』（2013年）[7]
- 『カンヌライオンズクリエイティビティフェスティバル』ヘルス&ウェルネス部門 ゴールド（2016年） - 倉敷中央病院「研修医実技トライアウト」で受賞[8]
- 『カンヌライオンズクリエイティビティフェスティバル』プロダクトデザイン部門 ブロンズ（2017年） - TESS社「COGY」（あきらめない人の車いす）で受賞[9]
- 『ACC TOKYO CREATIVITY AWARDS』クリエイティブイノベーション部門 総務大臣賞／ACCグランプリ（2017年） - TESS社「COGY」で受賞[10]
- 『ACC TOKYO CREATIVITY AWARDS』インタラクティブ部門 ブロンズ（2017年） - A-Sketch「WEARABLE LIFE JACKET」（ONE OK ROCK）で受賞[11]

## 著書
- 『言語化力 言葉にできれば人生は変わる』（SBクリエイティブ、2020年1月22日）　ISBN 978-4815602734
- 『人脈なんてクソだ。変化の時代の生存戦略』（ダイヤモンド社、2020年4月2日）　ISBN 978-4478109304
- 『超クリエイティブ「発想」×「実装」で現実を動かす』（文芸春秋、2020年10月29日）　ISBN 978-4163912837
- 『「何者」かになりたい 自分のストーリーを生きる』（集英社、2021年4月5日）　ISBN 978-4087880540

共著
- 『現役大学生による学問以外のススメ』（「学外活動」出版プロジェクト編著、辰巳出版、2007年3月9日）　ISBN 978-4777803736 - 大学生時の三浦が5人の企画者のうちの一人として関与[12]。

## 出演

### テレビ
- 『日曜日の初耳学』（TBSテレビ）- 「現代はSNSにより人脈が可視化」[13]
- 『スッキリ』（日本テレビ）[13]
- 『Mr.サンデー』（フジテレビ）[13]
- 『SENSORS』（日本テレビ）- 落合陽一と明石ガクトと対談　　https://www.youtube.com/watch?v=UKYRRtZtSZk

### ラジオ
- 『ラジオ新大陸』（2019年10月－、ニッポン放送）- パーソナリティ　※ 毎週日曜日24:30-25:00オンエア　　https://www.1242.com/tairiku/
- 『宇賀なつみテンカイズ』（TBSラジオ）　　https://www.youtube.com/watch?v=gpVS4y5C300

### インターネット放送
- 『ABEMA Prime』（ABEMA）　　https://www.youtube.com/watch?v=yoLf9t1yccQ
- 『NewsPicks』 - ローランドと徹底討論　　https://www.youtube.com/watch?v=WHT1-Xr8Vi8
- 『新R25チャンネル』　　https://www.youtube.com/watch?v=mjYRqD8xoB4
- 『PIVOT 公式チャンネル』 - 元テレビ朝日アナウンサー大木優紀にコーチング　　https://www.youtube.com/watch?v=zOpaL1Qu-ko

### 雑誌
- 『Top promotions販促会議』（宣伝会議） - 「(秘)公開 これがプロの企画書だ」[14]

### 参考
- “（対談）めずらしく、広告の話。GO三浦崇宏さんと糸井重里。”.   ほぼ日刊イトイ新聞 (2020/06/17-2020/06/23). 2021年11月8日閲覧。
- “（インタビュー）三浦崇宏”.   DIMENSION NOTE (2020/10/6-2020/11/13). 2021年11月8日閲覧。
- “株式会社GO創業者三浦崇宏さん With/Postコロナどう動く？（前編）”.   早稲田ウィークリー (2021年2月21日). 2021年11月8日閲覧。後編（2021年2月26日公開）はこちら。
- “『「何者」かになりたい 自分のストーリーを生きる』【前編】 広告業界の風雲児、GO三浦崇宏さんに聞く「若手社員と信頼を築くためのマネジメント術」”.   ITmediaビジネスONLINE (2021年6月24日). 2021年11月16日閲覧。後編（2021年6月25日公開）はこちら。
- “社会を変えるークリエイティブの力で現象を起こすための３つの条件 / GO三浦崇宏さん”.   はたらくビビビット (2019年7月23日). 2021年11月16日閲覧。
- “斬新なアイデアで結果にコミット、クリエイティブ産業の確立を目指す”.   朝日新聞メディアビジネス局 広告朝日 (2019年11月18日). 2021年11月16日閲覧。
- 新R25記事検索結果（三浦崇宏） - 新R25のサイトで、三浦崇宏に対する複数のインタビュー記事がある。
- 東洋経済ONLINE記事検索結果（三浦崇宏） - 東洋経済ONLINEのサイトで、複数の三浦崇宏執筆による記事がある。